# 奇蒂帕
9°42′07″S 33°16′12″E / 9.70194°S 33.27000°E
奇蒂帕是非洲東南部國家馬拉維的城市，也是奇蒂帕縣的首府，位於該國西北部，毗鄰與贊比亞和坦桑尼亞接壤的邊境，海拔高度1,200米，2008年人口11,160。